# География на Венецуела
Венецуела е държава в северната част на Южна Америка, разположена между Амазонската низина на юг и Карибско море на север. Площта ѝ възлиза на 916 445 km², а населението към 1 януари 2011 г. – 28 900 000 души. Столица е град Каракас.

## Географско положение, граници, големина, брегове
На изток Венецуела граничи с Гвиана (дължина на границата 672 km, границата не е маркирана), на югоизток и юг – с Бразилия (145 km), на югозапад и запад – с Колумбия (2050 km). хххххххххххххххххххххххххххххххххххххххххххххххххххххххххххххххххххххххххххххххххххххххххххххххххххххххххххххххххххххххххххххххххххххххххххххххххххххххххххххххххххххххххххххххххххххххххххххххххххххххххххххххххххххххххххххххххххххххххххххххххххххххххххххххххххххххххххххххххххххххххОбщата дължина на сухоземните граници (в т.ч. речни) е 4217 km. Дължината ѝ от запад на изток е 1482 km, а от север на юг – 1100 km. На север Венецуела се мие от водите на Карибско море с дължина на бреговата ивица 2326 km, а на североизток – от водите на Атлантическия океан (490 km). Бреговете на Карибско море на северозапад са ниски, абразионно-акумулативни, на север и североизток – предимно скалисти, а на запад от град Барселона – лагунни. Тук в близост до брега са разположени множество острови: Маргарита, Ла Тортуга, Бланкиля, Орчила и др. Брега на Атлантическия океан е образуван от делтата на река Ориноко. Протоците Бока де ла Серпе и Бока дел Драгон и залива Пария отделят Венецуела от остров Тринидад.
Крайни точки:
- крайна северна точка – континентална – 12°11′49″ с. ш. 70°01′09″ з. д. / 12.196944° с. ш. 70.019167° з. д., нос Сан Роман, на брега на Карибско море; островна – 12°29′31″ с. ш. 70°55′24″ з. д. / 12.491944° с. ш. 70.923333° з. д., безименно островче от о-вите Лос Монхес в Карибско море
- крайна южна точка – 0°38′51″ с. ш. 65°32′45″ з. д. / 0.6475° с. ш. 65.545833° з. д., на границата с Бразилия.
- крайна западна точка – 9°10′43″ с. ш. 73°22′01″ з. д. / 9.178611° с. ш. 73.366944° з. д., в планината Сиера де Периха, на границата с Колумбия.
- крайна източна точка – 8°16′18″ с. ш. 59°48′20″ з. д. / 8.271667° с. ш. 59.805556° з. д., на границата с Гвиана (спорна).

## Релеф
В релефа на Венецуела ясно се разграничават 3 основни области: планините на Андите на северозапад и север, равнините на Ориноко – в центъра и Гвианската планинска земя – на югоизток. На северозапад в пределите на страната навлизат североизточните планински разклонения на Андите – Сиера де Периха (3540 m), по границата с Колумбия и Кордилера Мерида (пик Боливар, 4978 m, най-високата точка на страната). Те са дълбоко разчленени от надлъжни дефилета и в централните си части имат алпийски форми на релефа. Двете планини обграждат дълбока тектонска падина, в която е разположено езерото Маракайбо, съединяващо се с тесен проток с Венецуелския залив. На североизток от падината е разположено платото Сеговия (средна височина 400 – 800 m), в което се издигат отделни хребети с височина до 1990 m. На североизток от планината Кордилера Мерида се простират двете успоредни вериги на планината Карибски Анди, с височина до 2765 m. Те са разделени от дълбока надлъжна долина, в която е разположено езерото Валенсия. Равнините на река Ориноко във Венецуела се наричат Лянос Ориноко. На запад те представляват плоска алувиална низина с височина 40 – 150 m, която носи името Нисък Лянос. На изток се наричат Висок Лянос, като височината е до 350 m и включва обширната делта на река Ориноко. Гвианската планинска земя представлява приповдигната (300 – 400 m) денудационна равнина с остатъчни възвишения и островни планини на север. На запад се издигат блокови планини с височина до 2400 m, а на юг – пясъчниково-столови масиви и хребети – Рорайма (2772 m), Ауян Тепуи (2953 m), Ла Гран Сабана (2650 m). Югозападно от Гвианската планинска земя е разположена дълбоката падина на горното течение на река Ориноко, която на югозапад се понижава и преминава в Амазонската низина.

## Геоложки строеж, полезни изкопаеми
На територията на Венецуела се обособяват няколко структурни геоложки провинции: Гвиански щит, Венецуелско краево пропадане и планините Кордилера Мерида, Сиера де Периха и Карибските Анди. Южно от река Ориноко, в пределите на Гвианския щит, на повърхността се откриват архайски парагнайси и ортогнайси, железисти кварцити и зеленокаменни образувания, несъгласно препокрити от косослоисти протерозойски пясъчници (т.нар. серия Рорайма). На север от Ориноко докамбрийските скали са препокрити от палеозойските, мезозойските и кайнозойските наслаги на платформения чехъл. Архайските гнайси се откриват само в свода Ел Баул, северно от който са разпространени моласовите формации на Венецуелското краево пропадане с палеоценска и олигоценска възраст. Планинските хребети на Андите са изградени от интензивно дислоцирани глинести шисти и пясъчници от долния палеозой, вулканогенни слоеве от карбона до триаса и кредни пясъчници и варовици, пронизани от гранити с къснопалеозойска и палеогенова възраст. Падините Маракайбо и Баринас-Апуре са запълнени със слабодислоцирани морски пясъчници и кредни шисти и континентални и морски въгленосни кайнозойски образувания. На юг Карибските Анди са отделени от Гвианския щит от Венецуелското краево пропадане, а на запад от планината Кордилера Мерида – от големия разлом Боконо.
Основното богатство на Венецуела са нефта и газа, добивани в пределите на краевото пропадане и в падината Маракайбо. По публикувани оценки, достоверните запаси от нефт са около 2,4 млрд. т., а потенциалните ресурси се оценяват предполагаемо на 10 – 14 млрд. т. Разкритите запаси от природен газ са 778 млрд. m³. Седиментните басейни с признаци на нефт и газ заемат обширния т.нар. битуминозен пояс в долното течение на Ориноко, зоната на Венецуелския залив и териториите на юг от езерото Маракайбо. В докамбрийските скали са открити големи находища на железни руди. В страната се разработват още находища на манганови руди, диаманти, злато, никел, волфрам.

## Климат, води
Климатът в почти цялата територия на Венецуела е субекваториален, горещ, с дъждовно лято и суха зима, а на югозапад е екваториален и постоянно влажен. Средните месечни температури са от 25°С до 29°С, а годишната сума на валежите варира от 280 mm на северозапад, 750 – 1200 mm в централните части, до 2000 mm на югоизток и 2000 – 3000 mm по северните склонове на планината Кордилера Мерида.
Речната мрежа на страната, принадлежи основно към водосборния басейн на река Ориноко и е много гъста. В крайната югозападна част, по границата с Колумбия протича река Рио Негро (ляв приток на Амазонка) с левия си приток Касикияре. Повечето реки се отличават с крайно неравномерния си отток през годината, с ясно изразено лятно пълноводие. Най-големите реки във Венецуела са: Ориноко (2736* km), Рио Негро (2250* km), Мета (1100* km), Араука (1050 km), Апуре (1038 km), Карони (952 km), Каура (723 km), Куюни (618* km), Португеса (600 km). Горното течение на река Ориноко и нейните десни притоци Вентуари, Каура, Карони и др., спускащи се от Гвианската планинска земя са с бързеи и прагове и образуват множество големи водопади, в т.ч. най-високия в света водопад Анхел (1054 m). Левите притоци на Ориноко Мета, Араука, Апуре и други, протичащи през „Ниския Лянос“ имат малък наклон, бавно и спокойно течение и много от тях са плавателни в долните си течения за плитко газещи речни съдове. Реките, протичащи през „Високия Лянос“ и вливащи се в Карибско море са къси и не са плавателни. Най-големите езера в страната са Маракайбо (13 280 km²) и Валенсия (350 km²).

## Почви, растителност, животински свят
Във Венецуела преобладават латеритните (фералитни и феритни) почви, а на юг и югоизток – оподзолените латеритни. В северните части на „Ниския Лянос“ и в южната част на низината Маракайбо са развити ливадно-горски и блатни почви. Повечето от склоновете на Андите са заети от листопадни (по време на сухия сезон) и листопадно-вечнозелени гори, а в най-влажните райони, на юг и югоизток и по северните наветрени склонове на Кордилера Мерида – постоянно влажни вечнозелени гори (т.нар. хилея и планинска хилея) с ценни дървесни видове. Най-високите части на планините са заети от криофилните пасища парамос. Горите заемат 53% от територията на страната. В Ляносите е характерна саваната. В южните части на „Ниския Лянос“ преобладава високотревистата савана с палми, а в източните части, по северните подножия на Гвианската планинска земя и в северната част на низината Маракайбо – сухата савана с ксерофилни храсти и редки гори. Около Венецуелския залив са развити ксерофитно-сукулентни (предимно кактусови) редки гори, а по ниските и заблатени крайбрежия – мангровите гори.
Животинският свят на Венецуела е много богат. Тук живеят широконоси маймуни, дребни елени, ленивци, мравояди, броненосци, тапири, пекари, опосуми, ягуари и други представители на Бразилската подобласт на Неотропичната област. Има много видове влечуги и насекоми. От птиците най-характерни са: черноклюна чапла, слънчева птица, фазаноопашата якана, агами, харпия, тукани, папагали, колибри. Реките се обитават от каймани, електрическа лъчепера риба, пирани и др.

## Природни райони
В зависимост от релефа, геоложкия строеж, климата, почвите и растителността, територията на Венецуела се поделя на 7 природни района:
- Блокови планини Кордилера Мерида и Сиера де Периха – силно залесени;
- Низина Маракайбо – ниска, в по-голямата си част заблатена падина;
- Плато Сеговия – покрито с редки гори;
- Карибски Анди – покрити със смесени гори;
- Ляносите на Ориноко (Нисък и Висок) – заети от савани;
- Делтата на Ориноко – заета от обширни заблатени райони;
- Гвианска планинска земя – обширни равнини с храстова савана на север, пясъчни и блокови планински масиви, покрити със смесени гори в центъра и падината на горното течение на Ориноко, заета от гъсти и влажни вечнозелени екваториални гори на юг.[1]